# Baron Boston

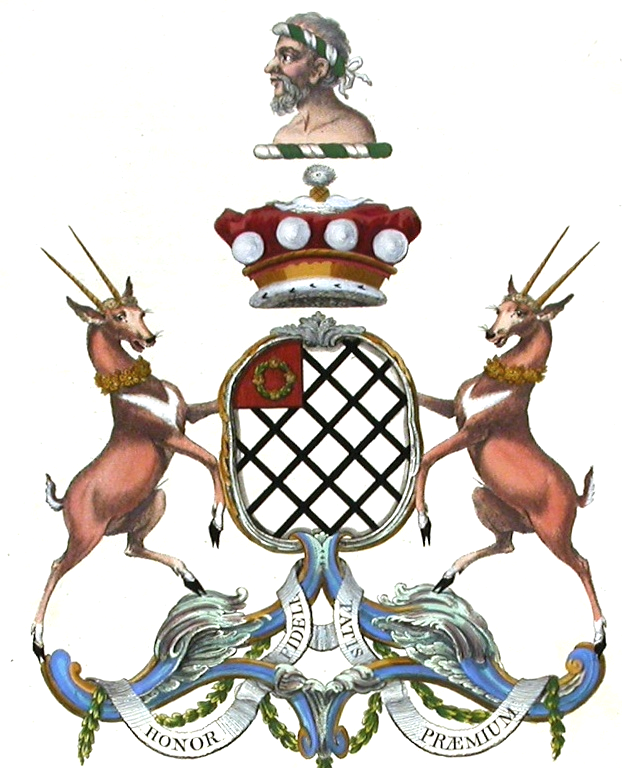
Wappen der Barone Boston

Baron Boston, of Boston in the County of Lincoln, ist ein erblicher britischer Adelstitel in der Peerage of Great Britain.

## Verleihung
Der Titel wurde am 10. April 1761 für Sir William Irby, 2. Baronet, geschaffen. Dieser war Abgeordneter im House of Commons für Launceston und Bodmin gewesen und war der Sohn und Erbe des Unterhausabgeordneten für Boston, Edward Irby (1676–1718), der 1704 in der Baronetage of Great Britain zum Baronet, of Whaplode and Boston in the County of Lincoln, erhoben worden war.
Historischer Familiensitz der Barone war Hedsor House in Hedsor, Buckinghamshire.

## Liste der Barone Boston (1761)
- William Irby, 1. Baron Boston (1707–1775)
- Frederick Irby, 2. Baron Boston (1749–1825)
- George Irby, 3. Baron Boston (1777–1856)
- George Irby, 4. Baron Boston (1802–1869)
- Florance Irby, 5. Baron Boston (1837–1877)
- George Irby, 6. Baron Boston (1860–1941)
- Greville Irby, 7. Baron Boston (1889–1958)
- Cecil Irby, 8. Baron Boston (1897–1972)
- Gerald Irby, 9. Baron Boston (1897–1978)
- Timothy Irby, 10. Baron Boston (1939–2007)
- George Irby, 11. Baron Boston (* 1971)

Voraussichtlicher Titelerbe (Heir apparent) ist der Sohn des aktuellen Titelinhabers, Hon. Thomas Irby (* 1999).